# ジュネス・アリーナ
ジュネス・アリーナはブラジルのリオデジャネイロにある屋内競技場。

## 概要
2007年のパンアメリカン競技大会開催誘致のために建設。完成当時はアリーナ・オリンピカ・ド・リオであった。パンアメリカン大会ではバスケットボールと体操競技が行われた。また、同年には世界柔道選手権大会も開催されたほか、コンサートも開催されている。
2008年よりHSBCとの命名権契約によりHSBCアリーナに改称された。2017年にアメリカのジュネス・グローバルが命名権を取得している。
リオ五輪では体操競技が、同パラリンピックではウィルチェアーラグビーの会場になっている。ただし、IOCの規定により、大会期間中はリオ・オリンピック・アリーナ (Rio Olympic Arena) に名称変更されている。